# Denny Doherty
Dennis Gerrard Stephen Doherty (Halifax, Canadá, 29 de Novembro de 1940 — Mississauga, Canadá, 19 de Janeiro de 2007) foi um cantor e compositor canadense, fundador e vocalista da famosa banda dos anos de 1960 The Mamas & The Papas.

## Biografia

### Início de carreira
Em 1960, aos dezenove anos, Doherty foi um dos fundadores do grupo de música folk, The Colonials, em Montreal, Quebec. Quando conseguiram um contrato com a Columbia Records, mudaram o nome para The Halifax Three. Conseguiram algum êxito com o tema "The Man Who Wouldn't Sing Along With Mitch", mas acabaram por desfazer o grupo em 1963, ironicamente num hotel chamado "The Colonial".
Em 1963 estabeleceu uma amizade com Cass Elliot, quando ela fazia parte da banda "The Big Three". Durante a tourneé da "The Halifax Three", conheceu John Phillips e a sua nova esposa, a modelo Michelle Phillips.
Alguns meses depois o grupo desmembrou-se e ele partiu para Nova York com o seu acompanhante, Zal Yanovsky. Elliot preocupou-se com eles e convenceu o seu empresário a ajudá-los. Juntaram-se assim aos "The Big Three", aumentando o número de elementos da banda para quatro. Em pouco tempo, depois de terem adicionado ainda mais elementos à banda, mudaram o nome para The Mugwumps.
Nesta época, a nova banda de John Phillips, "The New Journeymen", precisava de um substituto para o "tenor"Marshall Brickman. Brickman deixara o trio folk para prosseguir uma carreira de escritor na televisão e o grupo tinha que substituí-lo rapidamente para as restantes datas da tourneé. Doherty, que então estava desempregado, percebeu a oportunidade que se abria. Depois de "The New Journeymen" ter desaparecido como banda, no início de 1965, Elliot recebeu um convite para a formação de uma nova banda "The Magic Cyrcle". Seis meses depois, em Setembro de 1965 o grupo assinou um contrato com a Dunhill Records. Mudando o seu nome para The Mamas & the Papas, a banda rapidamente começou a gravação do seu álbum de estreia, If You Can Believe Your Eyes and Ears.

### Relacionamento com Michelle Phillips
No final de 1965, Doherty e Michelle Phillips começaram um caso. Eles decidiram manter isto em segredo por muito tempo, enquanto a banda gozava de sucesso.
John e Michelle mudaram-se para a sua própria casa (eles partilhavam uma casa com Doherty), mas a banda continuou a gravar junta. Em Junho de 1966 a banda assinou contrato para fazer uma apresentação musical, ficando Michele fora da banda. Ela foi rapidamente substituída por Jill Gibson, namorada do produtor da banda Lou Adler. A passagem de Gibson pelo grupo durou dois meses e meio, e durante esse período Doherty bebia exagerademente, tentando esquecer Michelle.
Atendendo ao pedido de alguns fãs e principalmente por John, Michelle foi convidada a voltar à banda no final de  Agosto de 1966, e Gibson recebeu o pagamento pelo seu esforço. De qualquer forma, à época do retorno de Michelle, a banda perdera o rumo e o interesse do público. Enquanto tentavam criar um novo álbum, Elliot deixou o grupo, conduzindo ao fim de "The Mamas & the Papas". A banda desmembrou-se finalmente no Verão de 1968.

### Depois do fim
Elliot e Doherty mantiveram-se amigos. Doherty continuou a tentar manter a memória de Michelle fora da sua vida. No rescaldo do final da banda, Elliot teve um espectáculo a solo, de sucesso. Ela chegou a pedir que Doherty a desposasse, mas ele recusou. Doherty ficou devastado ao saber do falecimento de Elliot em 1974, aos 32 de idade. Ele e os outros membros da banda compareceram ao funeral.
Em 1982, Doherty fez uma reconstituição de "the Mamas and the Papas", com John Phillips, a sua filha Mackenzie Phillips e Elaine Spanky McFarlane, apresentando velhos êxitos e novos temas escritos por John Phillips.
Doherty produziu um espectáculo na Broadway, intitulado Dream a Little Dream que consistia na narração da história de "The Mamas & the Papas" segundo a sua perspectiva. Foi bem recebido e teve críticas favoráveis.
Denny Doherty faleceu aos 66 anos, em sua casa em Mississauga, Ontário de aneurisma abdominal.  Foi sepultado no Gate of Heaven Cemetery, Halifax, Nova Escócia no Canadá.
Doherty teve três filhos: uma filha, Jessica Woods, de um breve primeiro casamento, e outra filha, Emberly, e um filho, John, do seu casamento de vinte anos com a sua segunda esposa,  Jeannette, que faleceu em 1998.